# NGC 5283
NGC 5283 est une galaxie lenticulaire située dans la constellation du Dragon. Sa vitesse par rapport au fond diffus cosmologique est de 3 111 ± 15 km/s, ce qui correspond à une distance de Hubble de 45,9 ± 3,2 Mpc (∼150 millions d'al). NGC 5283 a été découverte par l'astronome prussien Heinrich Louis d'Arrest en 1866.
NGC 5283 est une galaxie active de type Seyfert 2. NGC 5283 est une galaxie dont le noyau brille dans le domaine de l'ultraviolet. Elle est inscrite dans le catalogue de Markarian sous la cote Mrk 270 (MK 270).
À ce jour, six mesures non basées sur le décalage vers le rouge (redshift) donnent une distance de 45,333 ± 7,685 Mpc (∼148 millions d'al), ce qui est à l'intérieur des valeurs de la distance de Hubble.

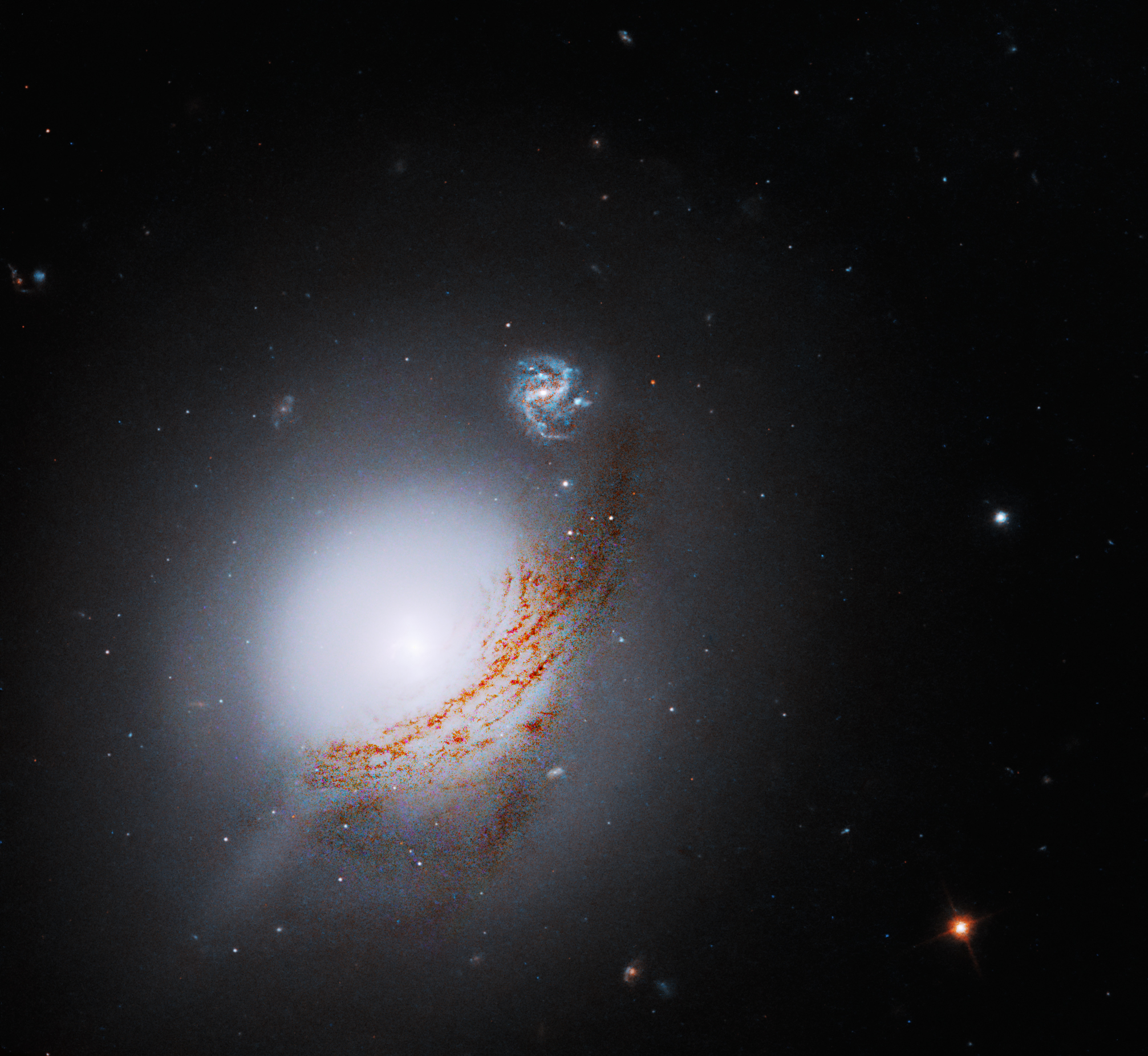
NGC 5283 par le télescope spatial Hubble.

## Trou noir supermassif
Selon une étude réalisée  en 2007 auprès de 90 galaxies de type Seyfert 2 utilisant la dispersion des vitesses a permis d'estimer la masse des trous noirs supermassifs centraux de celles-ci. Pour NGC 5283, la masse du trou noir est égale à 39,8 × 106 {\displaystyle M_{\odot }} (107,60).
Selon une autre étude publiée en 2009 et basée sur la vitesse interne de la galaxie mesurée par le télescope spatial Hubble, la masse du trou noir supermassif au centre de NGC 5283 serait comprise entre 13 millions et 59 millions de {\displaystyle M_{\odot }}.
Selon une troisième étude publiée en 2012 et basée sur la dispersion des vitesses de la région centrale de NGC 5283, la masse du trou noir serait de 39 millions de {\displaystyle M_{\odot }}  (107,60).